# Azide

Structuur van het azide-ion

Een azide is een chemische verbinding die het azide-ion N3− (in ionaire verbindingen) of de azidegroep (in covalente verbindingen) bevat.

## Anorganische aziden
Aziden kunnen als zouten beschouwd worden van het zuur waterstofazide. Hun oplosbaarheid in water lijkt op die van de halogeniden. Er zijn aziden bekend van een aantal metalen (metaalaziden). De verbindingen ontleden bij verhitting. Sommige zijn zelfs explosief en detoneren, zoals Pb(N3)2, Hg(N3)2 en TlN3. De ontleding van alkalimetaalaziden zoals natriumazide geschiedt minder heftig en leidt tot het vrijkomen van de elementen, behalve in het geval van lithium, omdat dat gemakkelijk met stikstof een nitride vormt.

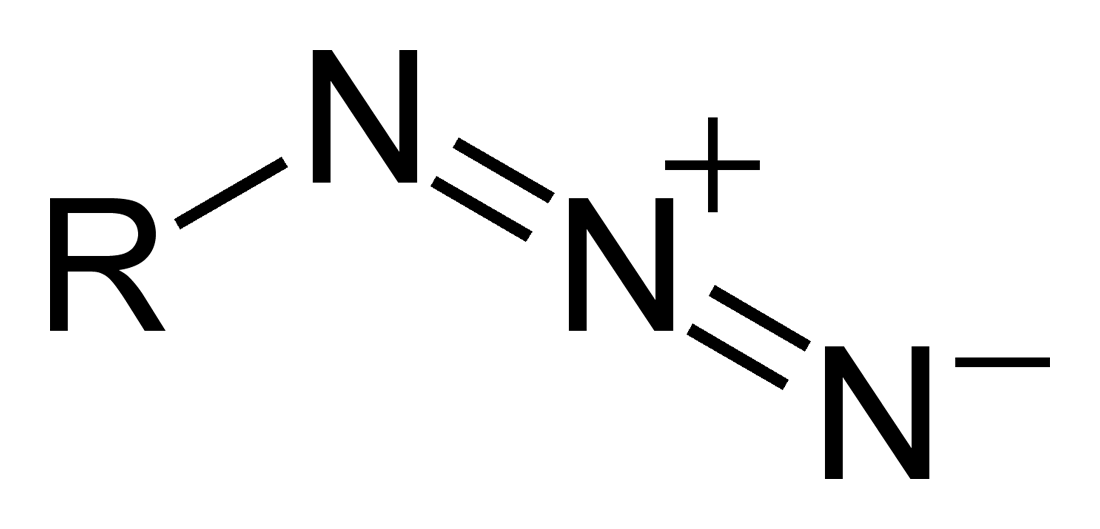
Algemene structuur van organische aziden

## Organische aziden
Ook organische aziden zijn mogelijk. Zij hebben een R-N3 structuur. Ze splitsen gemakkelijk stikstofgas (N2) af en dit wordt uitgebuit in reacties zoals de Curtius-omlegging en de Staudinger-reactie. Bij de Huisgen-1,3-dipolaire cycloadditie wordt een azide in reactie gebracht met een alkyn, om zo een 1,2,3-triazool te vormen.